# KMP 홀딩스
KMP 홀딩스(KMP Holdings)는 대한민국의 음악 제작 · 유통사였다. 2010년 3월에 SM, JYP, YG, 스타제국 등 7개의 연예기획사의 조인트 벤처로 창립되었다. 2012년 11월에 KT 뮤직에 인수되었으며, 2013년 6월 중순 KT뮤직에 완전히 합병되었다.